# Kelsey Bing
Pour les articles homonymes, voir Bing.
Kelsey Bing est une joueuse américaine de hockey sur gazon. Elle évolue au poste de gardien de but au Texas Pride et avec l'équipe nationale américaine.

## Biographie
- Naissance le 1er octobre 1997 à Houston.
- Élève à l'université Stanford[2].

## Carrière
Elle a fait ses débuts avec l'équipe première en novembre 2018 lors d'un match amical face à la Belgique à Lancaster.

## Palmarès
- : 3e à la Coupe d'Amérique U18 2014.
- : 2e à la Coupe d'Amérique U21 2016.
- : 3e aux Jeux panaméricains 2019.